# Rutland, Ohio
Rutland är en ort i Meigs County i delstaten Ohio, USA.